# Criterion Games
Criterion Games — студія Electronic Arts, розробник відеоігор, розміщена в Гілфорді, Південно-Східна Англія. Компанія Criterion Games придбала свою популярність і популярність завдяки мультиплатформенної серії гонок Burnout, шутеру від першої особи Black і серії ігрових рушіїв RenderWare.

## Історія компанії
Спочатку компанія «Criterion Software Ltd» була створена для комерціалізації технології рендерингу тривимірної графіки Девідом ЛауКі (англ. David Lau-Kee) і Адамом Біллярдом (англ. Adam Billyard), які раніше були співробітниками Європейської лабораторії досліджень компанії Canon (англ. Canon's European Research Lab). Criterion спеціалізується на розробці сімейства ігрових рушіїв RenderWare, які включають графічний рушій, фізичний рушій, звуковий рушій, ігровий штучний інтелект та інші необхідні компоненти і є повноцінною платформою для створення комп'ютерних мультиплатформових ігор. Рушій активно пропонується для ліцензування іншим компаніям. RenderWare використовується в безлічі відеоігор, включаючи такі, як Grand Theft Auto III, Grand Theft Auto: Vice City і Grand Theft Auto: San Andreas, які були розроблені Rockstar Games. Також на RenderWare випущені всі ігри власного виробництва Criterion.
У серпні 2004 року найбільший американський видавець і розробник комп'ютерних ігор Electronic Arts оголосив про те, що він придбав Criterion Games. Згідно з чутками, ціна угоди становить £ 40 мільйонів, беручи до уваги купівельну ціну і існуючий борг. Після цього був випущений шутер від першої особи Black для ігрових приставок PlayStation 2 і Xbox.
Після покупки Electronic Arts разом з Criterion заявили про те, що рушій RenderWare буде і далі пропонуватися для ліцензування стороннім компаніям. Однак деякі клієнти вирішили, що буде занадто ризикованим покладатися на технологію, яка знаходиться у власності їх головного конкурента. Через деякий час, Electronic Arts прибрала RenderWare з продажу, зробивши його доступним лише для своїх дочірніх студій.
Влітку 2006 року компанія закрила свій офіс «Derby», тим самим позбавивши роботи всіх співробітників даного офісу. На початку березня 2007 Electronic Arts перемістила базовий офіс компанії Criterion і її дочірню студію «Chertsey UK» в нові будівлі в центрі Гілфорда, створивши таким чином єдину студію, яка тепер нараховує приблизно 500 співробітників, що працюють повний день.
У період з 2010 по 2012 рік зусилля студії видавництво Electronic Arts направило на розвиток франчайза Need for Speed. Гра з цієї серії стала першим проектом Criterion за 9 років, не пов'язаним зі всесвітом Burnout (не рахуючи Black).
16 квітня 2013 глава Criterion Games Алекс Уорд (англ. Alex Ward) заявив, що студія вирішила взяти перерву в розробці гоночних ігор і планує спробувати себе в інших жанрах; студія готова повернутися до серії Burnout, але лише тоді, коли для цього прийде час.. Пізніше стало відомо, що частина співробітників, в результаті рішення співробітників і керівництва компанії, була відпущена для роботи над Need for Speed: Rivals у складі тоді ж і відкритою студії Ghost Games.

## Розроблені відеоігри
| Назва відеогри                           | Рік випуску | Платформи                                                                       | Примітки                                                                                            |
| ---------------------------------------- | ----------- | ------------------------------------------------------------------------------- | --------------------------------------------------------------------------------------------------- |
| Scorched Planet                          | 1996        | ПК (Microsoft Windows)                                                          | |
| Sub Culture                              | 1997        | ПК (Microsoft Windows)                                                          | |
| Redline Racer                            | 1998        | ПК (Microsoft Windows)                                                          | |
| Trickstyle                               | 1999        | Dreamcast, ПК (Microsoft Windows)                                               | |
| Deep Fighter                             | 2000        | Dreamcast, ПК (Microsoft Windows)                                               | |
| Suzuki Alstare Racing                    | 2000        | Dreamcast                                                                       | |
| Burnout                                  | 2001        | PlayStation 2, Xbox, GameCube                                                   | |
| Airblade                                 | 2002        | PlayStation 2                                                                   | |
| Burnout 2: Point of Impact               | 2002        | PlayStation 2, Xbox, GameCube                                                   | |
| Burnout 3: Takedown                      | 2004        | PlayStation 2, Xbox                                                             | |
| Burnout Legends                          | 2005        | PlayStation Portable, Nintendo DS                                               | |
| Burnout Revenge                          | 2005        | PlayStation 2, Xbox                                                             | |
| Burnout Revenge                          | 2006        | Xbox 360                                                                        | |
| Black                                    | 2006        | PlayStation 2, Xbox                                                             | |
| Burnout Paradise                         | 2008        | PlayStation 3, Xbox 360                                                         | |
| Burnout Paradise: The Ultimate Box       | 2009        | PlayStation 3, Xbox 360, ПК (Microsoft Windows)                                 | |
| Need for Speed: Hot Pursuit              | 2010        | PlayStation 3, Xbox 360, ПК (Microsoft Windows)                                 | |
| Burnout Crash!                           | 2011        | PlayStation 3, Xbox 360, iOS                                                    | |
| Need for Speed: Most Wanted              | 2012        | PlayStation 3, Wii U, Xbox 360, ПК (Microsoft Windows)                          | Остання, за станом на 2015 рік, гра компанії на власному рушії.                                     |
| Need for Speed: Rivals                   | 2013        | PlayStation 3, PlayStation 4, Xbox 360, Xbox One, ПК (Microsoft Windows)        | Сприяння в розробці Ghost Games                                                                     |
| Battlefield Hardline                     | 2015        | PlayStation 3, PlayStation 4, Xbox 360, Xbox One, ПК (Microsoft Windows)        | Сприяння в розробці Visceral Games                                                                  |
| Star Wars Battlefront: X-Wing VR Mission | 2015        | PlayStation 4 с PlayStation VR                                                  | Окрема місія гри Star Wars: Battlefront, випущена для шолома віртуальної реальності PlayStation VR. |
| Star Wars: Battlefront II                | 2017        | PlayStation 4, Xbox One, ПК (Microsoft Windows)                                 | Сприяння в розробці DICE.                                                                           |
| Battlefield V                            | 2018        | PlayStation 4, Xbox One, ПК (Microsoft Windows)                                 | Сприяння в розробці DICE.                                                                           |
| Burnout Paradise Remastered              | 2018        | PlayStation 4, Xbox One, ПК (Microsoft Windows)                                 | Перевидання з поліпшеною графікою та деякими особливостями.                                         |
| Need for Speed: Heat                     | 2019        | PlayStation 4, Xbox One, ПК (Microsoft Windows)                                 | Сприяння в розробці Ghost Games.                                                                    |
| Battlefield 2042                         | 2021        | PlayStation 4, PlayStation 5, Xbox One, Xbox Series X/S, ПК (Microsoft Windows) | Сприяння в розробці DICE.                                                                           |
| Need for Speed Unbound                   | 2022        | PlayStation 5, Xbox Series X/S, ПК (Microsoft Windows)                          | |